# Manipulación mental

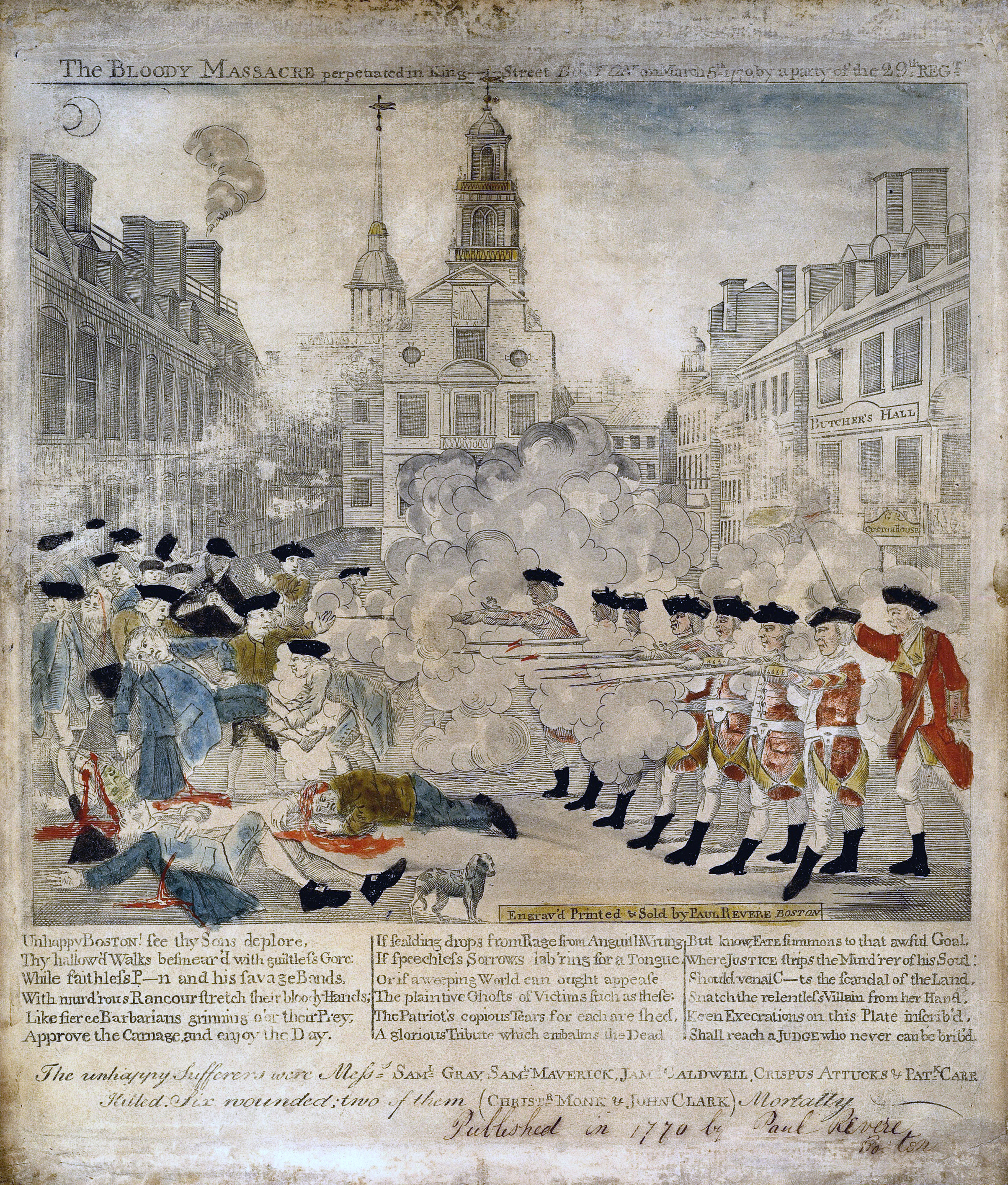
Una representación sensacionalista de la masacre de Boston (5 de marzo de 1770): tales imágenes se utilizaron para generar descontento y fomentar la unidad entre los colonos estadounidenses contra la Corona británica antes de la Guerra de Independencia estadounidense.

La manipulación se produce cuando un individuo o grupo de individuos ejerce una toma de control del comportamiento de una persona o de un grupo, utilizando para ello técnicas de persuasión o de sugestión mental, en busca de eliminar las capacidades críticas o de autocrítica de la persona, esto es, su capacidad de juzgar o de rehusar informaciones u órdenes mentales. Los métodos que alguien puede utilizar para manipular a otra persona pueden incluir seducción, persecución, mentira, luz de gas, engaño, control coercitivo culpa, persuasión coercitiva, coerción y chantaje para inducir la sumisión.
Se refiere a un amplio rango de tácticas psicológicas capaces de subvertir el control de un individuo sobre su propio pensamiento, comportamiento, emociones o decisiones. Los métodos por los cuales puede obtenerse tal control (sea directa o sutilmente) son el foco de estudio entre psicólogos, neurocientíficos y sociólogos. Por otra parte, la cuestión del control mental se discute en relación con la televisión, religión, política, prisioneros de guerra, totalitarismo, operaciones encubiertas, manipulación neurocelular, cultos, terrorismo y tortura.
Las tendencias manipuladoras pueden surgir de trastornos de la personalidad del grupo B, como el trastorno de personalidad narcisista, el trastorno de personalidad antisocial y el trastorno límite de la personalidad.
Ciertas formas de manipulación podrían ser altruistas, pero la noción de manipulación mental tiene, por lo general, una connotación negativa que evoca a los manipuladores de comportamiento egoísta o malintencionado. Formas extremas de manipulación serían, por ejemplo, el lavado de cerebro o aquellas conducentes al suicidio o comportamientos colectivos de tipo totalitario y genocida.

## Tipologías
Ciertos psicólogos y sociólogos estiman que se puede «influenciar con integridad» en las relaciones familiares o comerciales, es decir, no a expensas del otro, pero para mejorar las relaciones sociales e interpersonales (la educación y la psicología de la motivación participarían de esta categoría de manipulación).
Otros distinguen la manipulación mental, término bastante general, de la dominación en que esta última procura obtener del individuo o del grupo que se comporte sin consciencia clara del origen exterior de la sugestión, de la manera prevista por los manipuladores, eventualmente utilizando violencia. Ciertos gobiernos y regímenes totalitarios, individuos, grupos y sectas han utilizado o utilizan los métodos de manipulación mental, asociándolos a veces con violencia física. Así, Aum Shinrikyõ hacía portar a sus adeptos aparatos experimentales que les infligían electroschocks, una técnica inspirada de la psicoterapia del siglo XIX.
De cierta manera, la manipulación es muy frecuente en las sociedades, democráticas o no, en el plano profesional, conyugal o familiar porque desde que existe mentira, omisión o deformación voluntaria de la verdad, se está en presencia de tentativas de manipulación. Así, a veces se califica de manipuladoras a las personas que muestran simplemente una aptitud inhabitual para convencer, sin tener por ello objetivos malintencionados o egoístas. Algunos consideran que la publicidad es algunas veces una forma de manipulación mental.

## Diferencia de persuadir o influenciar
La manipulación difiere de la influencia general y la persuasión. La manipulación, a diferencia de la persuasión, generalmente implica explotar las vulnerabilidades de un individuo. La influencia no manipuladora generalmente se percibe como inofensiva y no se considera excesivamente coercitiva para el derecho del individuo a aceptar o rechazar la influencia. La persuasión es la capacidad de mover a otros a una acción deseada, generalmente dentro del contexto de un objetivo específico. La persuasión a menudo intenta influir en las creencias, la religión, las motivaciones o el comportamiento de una persona. La influencia y la persuasión no se consideran ni positivas ni negativas, a diferencia de la manipulación, que se considera negativa, cuando se influye todas las partes se sienten bien con la elección y hay transparencia en ella.

## El manipulador
El término manipulador es susceptible de afectar a individuos de todos los orígenes sociales. El manipulador típico suele tener una estructura psicológica perversa de tipo psicópata, puede aparecer como simpático o no, incluso como una víctima. Parece que cada uno es más o menos manipulador en el curso de su vida.
De acuerdo con estas definiciones, se pueden distinguir diferentes tipos de manipuladores: aquellos que utilizan a otros sin remordimientos, con un objetivo narcisista de poder, de estafa comercial o con mala intención. Pueden apoyarse en la mentira o en la seducción, incluso en la coacción por la amenaza o la fuerza, o incluso desestabilizando a su víctima por la doble coacción. La manipulación psíquica puede ser una de las herramientas de ciertas formas de tortura.
Puede tratarse de un comportamiento entendido como desviado o perverso, de un desorden de la personalidad, cuyas causas se remontan a la infancia o a la educación del/la manipulador/a, por ejemplo, si este/a mismo/a ha sido manipulado/a por sus padres o educadores. Los psicólogos se ven frecuentemente confrontados a comportamientos manipuladores en los sistemas familiares o socio-profesionales.
La manipulación mental podría ser una forma particular de egoísmo. A menudo el manipulador demanda de los demás un comportamiento socialmente aceptable, sin adecuarse ellos mismos. Se apropia de las ideas de otro, intentando inversamente hacer tomar por otro sus propias responsabilidades. Los argumentos de un manipulador parecen siempre, a primera vista, lógicos y morales. Habitualmente, utiliza pretextos tales como que la norma, el «buen comportamiento» que se debe tener en la sociedad o el grupo, sabiendo utilizar los puntos débiles de los otros, haciendo por ejemplo que se sientan ridículos, culpables o heridos en su pudor, lo cual los ubica o mantiene en una situación mental favorable a la manipulación. 
La manipulación mental se apoya de manera recurrente en diversos registros:
- El registro emocional: el miedo, la angustia, la vergüenza, el pudor, la timidez, la inmadurez psíquica, la esperanza, la necesidad de reconocimiento, de justicia; la confianza, el lazo familiar, la amistad, la necesidad de amor, el deseo, la conciencia profesional..., todos estos son sentimientos que pueden ser explotados por el manipulador.
- La explotación del sesgo cognitivo por informaciones falsas, las simplificaciones o jerga retórica y los sofismas o las órdenes paradojales.
- Presiones físicas o psíquicas, repetidas o continuas, individuales o en una dinámica de grupo que el manipulador busca controlar.
- El mantenimiento de roles de tipo chivo expiatorio, donde un grupo se convierte en «perseguidor» de una víctima que el manipulador mantiene aislada con el apoyo más o menos inconsciente o consciente del grupo.
- El registro de la dominación que se desarrolla en el miedo y los principios de «recompensa», «castigo» y de sumisión.

Una mala autoestima, el sentimiento de culpa o de inferioridad vuelven a los individuos en mucho más vulnerables a la manipulación, así como otros factores o contextos tales como:
- La depresión, que puede ella misma resultar de la manipulación mental.
- Un shock traumático y las situaciones de pérdida de referencias (pérdida de padres, muerte de uno o varios próximos, ruptura, divorcio, pérdida del empleo, exilio, atentado, violación, prisión, situación de guerra, enfermedad, acusaciones graves e injustas, incitaciones a la violencia, etc.) crean neuróticos culpógenos que pueden ser manipulados por las personas psicópatas.[14][15]

- Un trauma reprimido que haya tenido lugar en la infancia (teoría Freudiana y mantenida por la Jungiana).
- Una esquizofrenia o esquizoidea del individuo.
- Ciertas sustancias químicas, drogas estupefacientes, medicamentos o toxinas, incluyendo el alcohol, que atenúan o disminuyen o directamente anulan la lucidez de la conciencia y por esto pueden volver a los individuos más vulnerables a la manipulación mental, al menos provisoriamente.
- La edad: los niños y los jóvenes son reputadamente más influenciables y sugestionables y, por tanto, potencialmente manipulables, pero las personas mayores (especialmente las dependientes) también pueden ser sensibles a los argumentos fundamentados en el miedo, la dependencia, la muerte, etc.
- La devoción: alguna afición o fanatismo especial de los individuos que los mantenga sumisos a la voluntad de un manipulador que aparenta conocer mucho o ser un erudito del tema de devoción.
- La sugestión puede llegar al grado de sugestión hipnótica en personas proclives (niños, gente inmadura), también los mass media o medios masivos de difusión llegan a tener efectos casi hipnóticos (por ejemplo filmes de violencia que generan una adicción por «la adrenalina» de un modo subceptivo o subliminal) se hace con bases psíquicamente primarias una propaganda política en la cual el sugestionado se siente identificado con el winner o imaginario «ganador» pese a todos los medios para «ganar», incluido el asesinato etc. y aunque el mensaje subceptivo o subliminal vaya en contra de los intereses del sujeto sugestionado e incluso de la población a la cual pertenece).

Contrariamente a una idea expandida, un buen nivel de estudios y una buena situación social no protegen de ciertas formas de manipulación.